# Оскар Беттгер
Оскар Беттгер (нім. Oskar Boettger; 1844-1910) — німецький зоолог, автор описання нових таксонів.

## Біографія
Народився у Франкфурті-на-Майні. З 1863 по 1866 роки навчався у Фрайберзькій гірничій академії, потім працював на хімічному заводі у Франкфурті-на-Майні. У 1869 році він отримав докторський ступінь у Вюрцбурзькому університеті. Наступного року (1870) він став палеонтологом Зенкенберзького музею у Франкфурті, де в 1875 році став куратором кафедри герпетології музею. Завдяки йому Зенкенберзька герпетологічна колекція стала найкращою в Європі.

## Особисте життя
Бетгер хворів на агорафобію і тому рідко виходив з дому. У своїй роботі він змушений був покладатися на помічників.
Оскар Бетгер був одружений з Гермін Бетгер. На честь дружини він назвав вид змії Cyclophiops herminae.

## Епоніми
На честь оскара Беттгера названі:
- вид ящірок Anolis boettgeri
- вид змій Atractus boettgeri
- вид хамелеонів Calumma boettgeri,
- вид жаб Cacosternum boettgeri
- вид сцинків Emoia boettgeri
- вид жаб Hymenochirus boettgeri
- вид змій Micrelaps boettgeri
- вид сцинків Scincella boettgeri
- вид ящірок Stenocercus boettgeri
- вид геконів Tarentola boettgeri
- вид ящірок Trachylepis boettgeri
- вид жаб Xenophrys boettgeri
- вид ящірок Zonosaurus boettgeri
- вид восьминогів Argonauta boettgeri
- вид коралів Sarcophyton boettgeri